# Daejo-dong
Daejo-dong (koreanska: 대조동) är en stadsdel i stadsdistriktet Eunpyeong-gu i Sydkoreas huvudstad Seoul.